# Woodstock (Alabama)
Woodstock es un pueblo ubicado en los condados de Bibb y Tuscaloosa en el estado estadounidense de Alabama. En el año 2000 tenía una población de 986 habitantes y una densidad poblacional de 135.1 personas por km².

## Geografía
Woodstock se encuentra ubicado en las coordenadas 33°12′4″N 87°9′1″O / 33.20111, -87.15028. Según la Oficina del Censo, la localidad tiene un área total de 7,3 km² (2,8 mi²).

## Demografía
Según la Oficina del Censo en 2000 los ingresos medios por hogar en la localidad eran de $42,727, y los ingresos medios por familia eran $46,477. Los hombres tenían unos ingresos medios de $32,368 frente a los $22,153 para las mujeres. La renta per cápita para la localidad era de $15,406. Alrededor del 11,9% de la población estaban por debajo del umbral de pobreza.